# Peridea ketschubeji
Peridea ketschubeji är en fjärilsart som beskrevs av Scheljushko 1926. Peridea ketschubeji ingår i släktet Peridea och familjen tandspinnare. Inga underarter finns listade i Catalogue of Life.